# 카메라 옵스큐라 (밴드)
카메라 옵스큐라(Camera Obscura)는 스코틀랜드 글래스고 출신 인디 팝 밴드이다. 1996년 트레이시안 캠벨, 존 헨더슨, 개빈 던바에 의해 결성되었다.

## 멤버
- 트레이시안 캠벨(Tracyanne Campbell) - 보컬, 기타
- 케니 매키브(Kenny McKeeve) - 기타
- 개빈 던바(Gavin Dunbar) - 베이스
- 리 톰슨(Lee Thomson) - 드럼

### 이전 멤버
- 존 헨더슨(John Henderson) (1996년 ~ 2004년)
- 캐리 랜더(Carey Lander) - 피아노 (2002년 ~ 2015년, 사망)

## 음반 목록

### 정규 앨범
- 《Biggest Bluest Hi Fi》(2001년)
- 《Underachievers Please Try Harder》(2003년)
- 《Let's Get Out of This Country》(2006년)
- 《My Maudlin Career》(2009년)